# أحمد شاه الثاني (سلطان ترغكانو)
السلطان أحمد معظم شاه بن السلطان محمود مصطفى شاه (1839-1881)، يانغ دي بيرتوان بيسار وسلطان ترغكانو، وابن السلطان عبد الرحمن بن السلطان زين العابدين، سلطان ويانغ دي بيرتوان بيسار ترغكانو، توج بعد وفاة أبيه في 28 يناير 1876. وتوفي في 18 ديسمبر 1881.